# Doppelvierer
Der Doppelvierer (Abkürzung 4x) ist eine Bootsklasse im Rudersport. Im Boot sitzen vier Ruderer, die mit jeweils zwei Skulls das Boot antreiben. Die Variante des Doppelvierers ohne Steuermann (4x-) ist heute weitaus bedeutender, wenngleich auch der Doppelvierer mit Steuermann (4x+) existiert und auf Ruderregatten ausgefahren wird. Auch als Leichtgewichts-Version ist der Doppelvierer heute von Bedeutung.
Nach dem Riemen-Achter ist der Doppelvierer (ohne Stm.) als größtes Mannschaftsboot im Skullbereich die zweitschnellste Bootsklasse im Rudersport. Seit 1976 ist er Teil der olympischen Ruderregatta bei Männern und Frauen.

## Beschreibung
Die Ruderer im (unbeschränkten) Doppelvierer müssen kein Gewichtslimit einhalten. In der Leichtgewichts-Variante gilt das nicht: Männer-Mannschaften dürfen im Schnitt maximal 70 kg wiegen, Frauen-Teams 57 kg. Im Falle des gesteuerten Doppelvierers muss der Steuermann mindestens 55 kg (Männer) bzw. 50 kg (Frauen) wiegen. Die klassische Wettkampfstrecke im Doppelvierer entspricht der olympischen Distanz von 2000 Metern.
Material und Konstruktion des Bootes gleichen denen typischer Rennruderboote. Das Boot ist etwa 12 Meter lang, etwa 45 cm an der Wasserlinie breit und wiegt mindestens 52 kg. Auf jeder Seite des Bootes sind vier Ausleger notwendig. Im gesteuerten Doppelvierer wird der Steuermann aus Gründen der optimalen Gewichtsverteilung häufig liegend vor den Ruderern platziert (also ganz vorn im Boot), wobei das nicht vom Reglement vorgeschrieben wird. Hinten sitzende Steuerleute sind ebenfalls erlaubt. Die Steuerflosse ist immer nahe dem Heck angebaut. Im ungesteuerten Doppelvierer ist ein Fußsteuer eingebaut, so dass einer der Ruderer mit dem Steuern des Bootes betraut ist.
Neben der hier beschriebenen Bootsklasse existieren zudem der Vierer ohne Steuermann und der Vierer mit Steuermann. Beides sind im Gegensatz zum Doppelvierer Riemenbootsklassen, und daher als solche etwas langsamer als der geskullte Vierer.

## Geschichte
Das Skull-Großboot Doppelvierer war lange Zeit überhaupt nicht Teil des olympischen Programms. Erst seit dem Jahr 1976 wird er ausgetragen, gleichzeitig mit der Einführung der Frauen-Wettkampfklassen im olympischen Rudersport. Der Frauen-Doppelvierer war zunächst gesteuert und über eine Wettkampfdistanz von lediglich 1000 Metern ausgeschrieben, was aber zu den Spielen von Seoul 1988 an den Männer-Standard (ungesteuert, 2000 m) angepasst wurde. Der Doppelvierer der Leichtgewichte war nie olympisch. Bei Ruder-Weltmeisterschaften und Ruder-Europameisterschaften sowie im U23-Bereich und eingeschränkt auch bei den Junioren werden seit geraumer Zeit vier Doppelvierer-Rennen gestartet: Für Männer und Frauen jeweils in unbeschränkter und in leichter Ausführung.
Daneben ist der (gesteuerte) Doppelvierer eine wichtige Bootsklasse im Kinder- und Jugendtraining. Als lagetechnisch stabilstes aller Rennboote bietet er sich für die Heranführung an das Rennrudern an.